# Sätertjärnen (Fryksände socken, Värmland)
Sätertjärnen är en sjö i Torsby kommun i Värmland och ingår i Göta älvs huvudavrinningsområde.